# Association européenne de golf
Pour les articles homonymes, voir EGA.
L Association européenne de golf (en anglais, European Golf Association), mieux connue sous le sigle EGA, est une association européenne de fédérations nationales de golf. L'EGA est notamment responsable de l'harmonisation du calcul des handicaps des joueurs amateurs européens.

## Siège et Secrétariat
L' EGA, association sans but lucratif de droit luxembourgeois, a son siège permanent à Senningerberg, Luxembourg. 
Le Secrétariat Général de l'EGA est situé à Epalinges, près de Lausanne, en Suisse.

## Histoire et fonctionnement
L'EGA a été fondée lors d'une réunion qui s'est tenue à Luxembourg le 20 novembre 1937. L'EGA déclare à sa fondation qu'elle respectera les Règles de golf et le Statut d'amateur tels que définis par le Royal & Ancient (R&A). L'Association se préoccupe uniquement des questions de caractère international. L'adhésion est réservée aux associations nationales européennes amateurs de golf, fédérations ou unions.
L'EGA est actuellement composée de 40 pays membres et est régie par les comités suivants:
- Comité exécutif (10 membres)
- Comité Championnat (12 membres)
- Comité EGA Handicapping & Course Rating

## Fédérations membres
Les fédérations membres sont réparties en quatre zones géographiques.

### Grande-Bretagne et Irlande
Membres : Angleterre, Écosse, Irlande et Pays de Galles

### Zone nord
Membres : Danemark, Estonie, Finlande, Islande, Lettonie, Lituanie, Norvège, Pologne, Russie, Suède, Ukraine.

### Zone centrale
Membres : Allemagne, Autriche, Belgique, Bulgarie, Hongrie, Liechtenstein, Luxembourg, Pays-Bas,   République tchèque, Roumanie, Slovaquie, Suisse.

### Zone sud
Membres : Croatie, Chypre, Espagne, France, Grèce, Israël, Italie, Kazakhstan, Malte, Portugal, Serbie, Slovénie, Turquie.

## Activités

### EGA Handicap System
Le but du système est de calculer des handicaps de jeu corrects tenant compte de la difficulté relative du parcours joué, d'une manière uniforme et équitable partout en Europe.
L'EGA Handicap System, qui n'est pas directement applicable par les joueurs, est adapté par chaque fédération nationale.  

#### Publications
- (en) « EGA Handicap System 2007-2010 »(Archive.org • Wikiwix • Archive.is • Google • Que faire ?), EGA, 2007 (consulté le 28 juillet 2011). Valable jusqu'au 31/12/2011.
- (en) « EGA Handicap System 2012-2015 »(Archive.org • Wikiwix • Archive.is • Google • Que faire ?), EGA, 2012 (consulté le 27 novembre 2011). Le dernier projet[4] avait été publié le 9 août 2011 en même temps qu'un droit de réponse[5] faisant suite à un communiqué de presse[6] publié par Bundesverband Golfanlagen (BVGA), une association de propriétaires de golfs allemands, autrichiens, suisses et tchèques, critiquant la nouvelle édition 2012.

#### Versions nationales
- Belgique: (en) « EGA Handicap System 2009-2011 », Fédération royale belge de golf, 2009 (consulté le 29 juillet 2011)
- Suisse: (fr) « EGA, Méthode de Handicapping, en vigueur depuis le 01.01.2008, modification en janvier 2012 », Association suisse de golf, 2012 (consulté le 27 novembre 2011)